# Силвестър Греъм
Силвестър Греъм (на английски: Sylvester Graham) е американски диетичен реформатор и свещеник. Ранен привърженик на хранителната реформа в САЩ и е един от най-забележителните защитници на вегетарианството.

## Биография
Силвестър Греъм е роден на 5 юли 1794 г. в Съфийлд (Suffield), Кънектикът, като 17-о дете на преподобния Джон Греъм (72 г.) През 1826 г. е ръкоположен като презвитериански свещеник. През 1823 г. се записва в колежа на Амхърст, Масачузетс, но не го завършва.
През 1830 г. Греъм си поставя за цел да преобърне дълго наложилия се възглед на лекарите, че плодовете и зеленчуците са опасни и отровни храни, а месото и виното са единственото средство за спасение от страшните болести. Създава ограничителна диета за изкореняване на грехове като лакомия, сексуални желания и други наклонности. Според него затлъстяването води до нарушаване на храносмилането, а то – към различни болести.
Също така, извън диетата, препоръчва да се спи на твърдо легло, да се държат отворени прозорците на спалнята, носене на свободно облекло, студени обливания, целомъдрие и др.
Преподобният Греъм умира на 11 септември 1851 г. на 57-годишна възраст.